# Lijst van voetbalinterlands Frankrijk - Zuid-Korea
Deze lijst van voetbalinterlands is een overzicht van alle officiële voetbalwedstrijden tussen de nationale teams van Frankrijk en Zuid-Korea. De landen speelden tot op heden drie keer tegen elkaar gespeeld. De eerste ontmoeting, een groepswedstrijd tijdens de FIFA Confederations Cup 2001, werd gespeeld in Daegu op 30 mei 2001. Het laatste duel, een groepswedstrijd tijdens het Wereldkampioenschap voetbal 2006, vond plaats op 18 juni 2006 in Leipzig (Duitsland).

## Wedstrijden
| № | Datum   | Plaats       | Competitie                   | Wedstrijd              | Uitslag |
| - | ------- | ------------ | ---------------------------- | ---------------------- | ------- |
| 1 | Daegu   | 30 mei 2001  | FIFA Confederations Cup 2001 | Frankrijk – Zuid-Korea | 5 – 0   |
| 2 | Suwon   | 26 mei 2002  | Vriendschappelijk            | Zuid-Korea – Frankrijk | 2 – 3   |
| 3 | Leipzig | 18 juni 2006 | WK 2006                      | Zuid-Korea – Frankrijk | 1 – 1   |

## Samenvatting
| Competitie              | Totaal gespeeld | Winst Frankrijk | Gelijk | Winst Zuid-Korea | Doelsaldo Frankrijk – Zuid-Korea |
| ----------------------- | --------------- | --------------- | ------ | ---------------- | -------------------------------- |
| WK-eindronde            | 1               | 0               | 1      | 0                | 1 − 1                            |
| FIFA Confederations Cup | 1               | 1               | 0      | 0                | 5 − 0                            |
| Vriendschappelijk       | 1               | 1               | 0      | 0                | 3 − 2                            |
| Totaal                  | 3               | 2               | 1      | 0                | 9 − 3                            |

## Details

### Eerste ontmoeting
| FIFA Confederations Cup 2001 (Daegu, Zuid-Korea, 30 mei 2001):                                |       |            |
| Frankrijk                                                                                     | 5 – 0 | Zuid-Korea |
| Steve Marlet 9' Patrick Vieira 19' Nicolas Anelka 34' Youri Djorkaeff 80' Sylvain Wiltord 90' | goals |            |

### Tweede ontmoeting
| Vriendschappelijk (Suwon, Zuid-Korea, 26 mei 2002): |       |                                                             |
| Zuid-Korea                                          | 2 – 3 | Frankrijk                                                   |
| Park Ji-sung 26' Seol Ki-hyeon 41'                  | goals | 16' David Trezeguet 53' Christophe Dugarry 89' Frank Lebœuf |

### Derde ontmoeting
| WK 2006 (Leipzig, Duitsland, 18 juni 2006): |              | |
| Frankrijk | 1 – 1        | Zuid-Korea |
| Thierry Henry 9' | goals        | 81' Park Ji-sung |
| Raymond Domenech | bondscoach   | Dick Advocaat |
| Fabien Barthez Éric Abidal Patrick Vieira William Gallas Claude Makélélé Florent Malouda 88' Zinédine Zidane 90+1' Sylvain Wiltord 60' Thierry Henry Lilian Thuram Willy Sagnol | opstellingen | Lee Woon-jae Kim Young-Chul Kim Dong-Jin Choi Jin-Cheul Kim Nam-il Park Ji-sung Lee Young-pyo 46' Eul-Yong Lee 72' Lee Chun-soo 69' Ho Lee Cho Jae-jin |
| Franck Ribéry 60' Vikash Dhorasoo 88' David Trezeguet 90+1' | wissels      | 46' Seol Ki-hyeon 69' Kim Sang-Sik 72' Ahn Jung-hwan                                                                                                   |
| Éric Abidal 79' Zinédine Zidane 85' | gele kaarten | 11' Ho Kim 29' Kim Dong-Jin |

FFF · A-internationals · Selecties · Bondscoaches · Frans vrouwenelftal · Olympisch elftal · Frankrijk U21 · Frankrijk U20 · Frankrijk U19 · Frankrijk U18 · Frankrijk U17 · Frankrijk U16 · Vrouwen U17
1904 – 1919 ·
1920 – 1929 ·
1930 – 1939 ·
1940 – 1949 ·
1950 – 1959 ·
1960 – 1969 ·
1970 – 1979 ·
1980 – 1989 ·
1990 – 1999 ·
2000 – 2009 ·
2010 – 2019 ·
2020 – 2029
EK's: 1984 · 
1992 · 
1996 · 
2000 · 
2004 · 
2008 · 
2012 · 
2016 · 
2020 · 
2024
WK's: 1930 · 
1934 · 
1938 · 
1954 · 
1958 · 
1966 · 
1978 · 
1982 · 
1986 · 
1998 · 
2002 · 
2006 · 
2010 · 
2014 · 
2018 · 
2022
OS: 1900 · 
1908 · 
1920 · 
1924 · 
1948 · 
1952 · 
1960 · 
1968 · 
1976 · 
1984 · 
1996 · 
2020
1904 · 
1905 · 
1906 · 
1907 · 
1908 · 
1909 · 
1910 · 
1911 · 
1912 · 
1913 · 
1914 · 
1915 · 1916 · 1917 · 1918 · 
1919 · 
1920 · 
1921 · 
1922 · 
1923 · 
1924 · 
1925 · 
1926 · 
1927 · 
1928 · 
1929 · 
1930 · 
1931 · 
1932 · 
1933 · 
1934 · 
1935 · 
1936 · 
1937 · 
1938 · 
1939 · 
1940 · 1941  · 
1942 · 
1943 · 1944  · 
1945 · 
1946 · 
1947 · 
1948 · 
1949 · 
1950 · 
1951 · 
1952 · 
1953 · 
1954 · 
1955 · 
1956 · 
1957 · 
1958 · 
1959 ·
1960 · 
1961 · 
1962 · 
1963 · 
1964 · 
1965 · 
1966 · 
1967 · 
1968 · 
1969 ·
1970 · 
1971 · 
1972 · 
1973 · 
1974 · 
1975 · 
1976 · 
1977 · 
1978 · 
1979 ·
1980 · 
1981 · 
1982 · 
1983 · 
1984 · 
1985 · 
1986 · 
1987 · 
1988 · 
1989 · 
1990 · 
1991 · 
1992 · 
1993 · 
1994 · 
1995 · 
1996 · 
1997 · 
1998 · 
1999 · 
2000 · 
2001 · 
2002 · 
2003 · 
2004 · 
2005 · 
2006 · 
2007 · 
2008 · 
2009 · 
2010 · 
2011 · 
2012 · 
2013 · 
2014 · 
2015 · 
2016 · 
2017 · 
2018 ·
2019 ·
2020 ·
2021 ·
2022 ·
2023
Albanië ·
Algerije ·
Andorra ·
Argentinië ·
Armenië ·
Australië ·
Azerbeidzjan ·
België ·
Bolivia ·
Bosnië en Herzegovina ·
Brazilië ·
Bulgarije ·
Canada ·
Chili ·
China ·
Colombia ·
Costa Rica ·
Cyprus ·
Denemarken ·
Duitse Democratische Republiek ·
Duitsland ·
Ecuador ·
Egypte ·
Engeland ·
Estland ·
Faeröer ·
Finland ·
Georgië ·
Gibraltar ·
Griekenland ·
Honduras ·
Hongarije ·
Ierland ·
IJsland ·
Iran ·
Israël ·
Italië ·
Ivoorkust ·
Jamaica ·
Japan ·
Joegoslavië ·
Kameroen ·
Kazachstan ·
Koeweit ·
Kroatië ·
Letland ·
Litouwen ·
Luxemburg ·
Malta ·
Marokko ·
Mexico ·
Moldavië ·
Nederland ·
Nieuw-Zeeland ·
Nigeria ·
Noord-Ierland ·
Noorwegen ·
Oekraïne ·
Oostenrijk ·
Paraguay ·
Peru · 
Polen ·
Portugal ·
Roemenië ·
Rusland ·
Saoedi-Arabië ·
Schotland ·
Senegal ·
Servië ·
Slovenië ·
Slowakije ·
Sovjet-Unie ·
Spanje ·
Togo ·
Tsjechië ·
Tsjecho-Slowakije ·
Tunesië ·
Turkije ·
Uruguay ·
Verenigde Staten ·
Wales ·
Wit-Rusland ·
Zuid-Afrika ·
Zuid-Korea ·
Zweden ·
Zwitserland
Albanië (2016) ·
Argentinië (2018) ·
Argentinië (2022) ·
Australië (2018) · 
België (1904) · 
België (2018) · 
Brazilië (1998) · 
Brazilië (2006) · 
Denemarken (2002) · 
Denemarken (2018) ·
Duitsland (2014) · 
Duitsland (2021) · 
Ecuador (2014) · 
Engeland (1982) · 
Engeland (2012) · 
Engeland (2022) ·
Honduras (2014) · 
Hongarije (2021) · 
Italië (2000) · 
Italië (2006) · 
Italië (2008) · 
Japan (2001) · 
Kameroen (2003) · 
Koeweit (1982) · 
Kroatië (2018) · 
Marokko (2022) ·
Mexico (2010) · 
Nederland (2008) · 
Nigeria (2014) ·
Noord-Ierland (1982) · 
Oekraïne (2012) · 
Oostenrijk (1982) · 
Peru (2018) · 
Polen (1982) · 
Polen (2022) ·
Portugal (2006) · 
Portugal (2016) ·
Portugal (2021) ·
Roemenië (2008) ·
Roemenië (2016) ·
Senegal (2002) · 
Spanje (1984) ·
Spanje (2006) ·
Spanje (2012) ·
Spanje (2021) ·
Togo (2006) ·
Tsjecho-Slowakije (1982) ·
Uruguay (2002) ·
Uruguay (2010) ·
Uruguay (2018) ·
Zuid-Afrika (2010) ·
Zuid-Korea (2006) ·
Zweden (2012) ·
Zwitserland (2006) ·
Zwitserland (2014) ·
Zwitserland (2016) ·
Zwitserland (2021)
KFA · A-internationals · Selecties · Bondscoaches · Zuid-Koreaans vrouwenelftal · Olympisch elftal · Zuid-Korea U21 · Zuid-Korea U20 · Zuid-Korea U19 · Zuid-Korea U18 · Zuid-Korea U17
1940 – 1949 ·
1950 – 1959 ·
1960 – 1969 ·
1970 – 1979 ·
1980 – 1989 ·
1990 – 1999 ·
2000 – 2009 ·
2010 – 2019 ·
2020 − 2029
WK 1954 · 
WK 1986 · 
WK 1990 · 
WK 1994 · 
WK 1998 · 
WK 2002 · 
WK 2006 · 
WK 2010 · 
WK 2014 · 
WK 2018
OS 1948 ·
OS 1964 ·
OS 1988 ·
OS 1992 ·
OS 1996 ·
OS 2000 ·
OS 2004 ·
OS 2008 ·
OS 2012 ·
OS 2016 ·
OS 2020
1948 ·
1949 ·
1950 · 
1951 · 1952 · 
1953 · 
1954 · 
1955 · 
1956 · 
1957 · 
1958 · 
1959 ·
1960 · 
1961 · 
1962 · 
1963 · 
1964 · 
1965 · 
1966 · 
1967 · 
1968 · 
1969 ·
1970 · 
1971 · 
1972 · 
1973 · 
1974 · 
1975 · 
1976 · 
1977 · 
1978 · 
1979 ·
1980 · 
1981 · 
1982 · 
1983 · 
1984 · 
1985 · 
1986 · 
1987 · 
1988 · 
1989 ·
1990 ·
1991 · 
1992 · 
1993 · 
1994 · 
1995 · 
1996 · 
1997 · 
1998 · 
1999 · 
2000 · 
2001 · 
2002 · 
2003 · 
2004 · 
2005 · 
2006 · 
2007 · 
2008 · 
2009 · 
2010 · 
2011 ·
2012 ·
2013 ·
2014 ·
2015 ·
2016 ·
2017 ·
2018 ·
2019 ·
2020 ·
2021 ·
2022 ·
2023 ·
2024
Afghanistan ·
Algerije ·
Angola ·
Argentinië ·
Australië ·
Bahrein ·
Bangladesh ·
België ·
Bolivia ·
Bosnië en Herzegovina ·
Brazilië ·
Brunei ·
Bulgarije ·
Burkina Faso ·
Cambodja ·
Canada ·
Chili ·
China ·
Colombia ·
Costa Rica ·
Cuba ·
Denemarken ·
Duitsland ·
Ecuador ·
Egypte ·
El Salvador ·
Engeland ·
Filipijnen ·
Finland ·
Frankrijk ·
Georgië ·
Ghana ·
Griekenland ·
Guam ·
Guatemala ·
Haïti ·
Honduras ·
Hongarije ·
Hongkong ·
IJsland ·
India ·
Indonesië ·
Irak ·
Iran ·
Israël ·
Italië ·
Ivoorkust ·
Jamaica ·
Japan ·
Jemen ·
Joegoslavië ·
Jordanië ·
Kameroen ·
Kazachstan ·
Kenia ·
Kirgizië ·
Koeweit ·
Kroatië ·
Laos ·
Letland ·
Libanon ·
Libië ·
Luxemburg ·
Macau ·
Malediven ·
Maleisië ·
Mali ·
Malta ·
Marokko ·
Mexico ·
Moldavië ·
Mongolië ·
Myanmar ·
Nederland ·
Nepal ·
Nieuw-Zeeland ·
Nigeria ·
Noord-Ierland ·
Noord-Korea ·
Noord-Macedonië ·
Noorwegen ·
Oekraïne ·
Oezbekistan ·
Oman ·
Pakistan ·
Palestina ·
Panama ·
Paraguay ·
Peru ·
Polen ·
Portugal ·
Qatar ·
Roemenië ·
Rusland ·
Saoedi-Arabië ·
Schotland ·
Senegal ·
Servië ·
Servië en Montenegro ·
Singapore ·
Slowakije ·
Soedan ·
Spanje ·
Sri Lanka ·
Syrië ·
Tadzjikistan ·
Taiwan ·
Thailand ·
Togo ·
Trinidad en Tobago ·
Tsjechië ·
Tunesië ·
Turkije ·
Turkmenistan ·
Uruguay ·
Venezuela ·
Verenigde Arabische Emiraten ·
Verenigde Staten ·
Vietnam ·
Wales ·
Wit-Rusland ·
Zambia ·
Zuid-Jemen ·
Zuid-Vietnam ·
Zweden ·
Zwitserland
Algerije (2014) · 
Australië (2015, 2) ·
België (2014) · 
Duitsland (2018) · 
Frankrijk (2006) · 
Griekenland (2010) ·
Mexico (2018) ·
Nigeria (2010) · 
Portugal (2022) · 
Rusland (2014) · 
Togo (2006) · 
Zweden (2018) ·
Zwitserland (2006)